# Arliss Howard
Arliss Howard, rodným jménem Leslie Richard Howard (* 18. října, 1954, Independence, Missouri, USA), je americký herec, scenárista a filmový režisér.
Ve filmové branži se pohybuje od roku 1983 a od té doby se objevil téměř ve čtyřiceti televizních seriálech a filmech. Známý je například svými rolemi ve filmech Takoví normální zabijáci (1994), Amistad (1997), Ztracený svět: Jurský park (1997) ad. V posledních letech účinkuje spíše v televizních seriálech (Medium, Rubicon ad.).
Jeho manželkou je herečka Debra Winger, která také účinkovala v některých jeho filmech.